# Afra d'Augsburg
Afra d'Augsburg (Augsburg?, o Xipre, s. III - Augsburg, 304) va ésser una dona cristiana, morta com a màrtir i venerada com a santa per diverses confessions cristianes. Com que no apareix esmentada fins als santorals del segle v, la seva existència història és qüestionada avui dia.

## Hagiografia
No es coneix gaire sobre la vida d'Afra d'Augsburg, perquè tot prové de la tradició oral. Segons la llegenda, era originària de Xipre i filla d'Hilària d'Augsburg. Aquesta, després de l'assassinat del seu marit, el rei de Xipre, va deixar el país amb la seva filla Afra.
Pels seus orígens xipriotes, la nena havia d'esdevenir sacerdotessa de Venus, i en créixer vivia com a prostituta. Afra va anar cap Augsburg, via Roma. Hi va conèixer el bisbe Narcís de Girona, que havia escapat de les persecucions de cristians; cercant hostatgeria, Narcís va picar la porta de la casa d'Afra, on va passar la nit xerrant sobre el cristianisme: tant Afra com les seves criades (Digna, Eunòmia i Eutròpia) es van convertir al cristianisme i van ésser batejades.
La seva conversió fou descoberta i quan es va confirmar l'adhesió a la religió dissident, la van condemnar a morir cremada lligada a un tronc. L'execució va tenir lloc en una illa del Lech. Segons una tradició, Afra va ser lligada a un arbre i decapitada.
Poc després, la seva mare Hilària i les minyones Digna, Eunòmia i Eutròpia van ésser martiritzades, essent enterrades vives en una tomba.

## Veneració

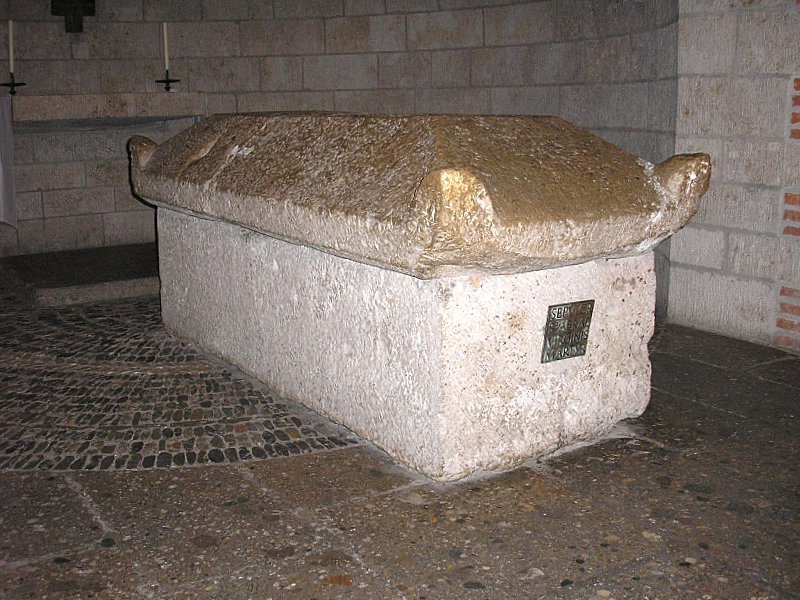
Sarcòfag del Baix Imperi, dit de Santa Afra, a l'antiga basílica benedictina de Sant Ulrich i Afra (Augsburg, Baviera)

Afra va ésser canonitzada el 1064. La festa se celebra el 7 d'agost per part dels catòlics. És patrona de la ciutat i del bisbat d'Augsburg, juntament amb Sant Ulric d'Augsburg i Simpert. S'invoca en casos d'incendi. Afra es representa coronada amb la palma del martiri, lligada a un tronc. Els atributs són el tronc i el foc. En alguns casos, minoritaris, s'hi ajunta una pinya.
L'església de Santa Afra dels Camps de Friedberg, a les portes d'Augsburg, fou edificada al mateix indret on segons la tradició Afra fou executada. Venanci Fortunat, cèlebre poeta merovingi, evoca el 572 com Santa Afra s'havia convertit en un santuari de peregrinació franc. L'església fou destruïda en una incursió dels magiars el 955 (vegeu Ulric d'Augsburg per a més detalls).
Una relíquia de Santa Afra es conserva a l'interior d'una estàtua d'un metre d'alçada a l'església de Sant Joan de Ebringen-im-Hegau; s'ignora com hi arribà el culte. També hi ha una font de Santa Afra en una capella mig abandonada al camí de Gottmadingen.
Per la vinculació d'Afra amb el sant patró de Girona, l'any 1344 es va aixecar un santuari prop de Girona, el Santuari de Santa Afra al municipi de Sant Gregori.